# Carlos Frenk
Carlos Silvestre Frenk Mora, FRS (27 de octubre de 1951), es un cosmólogo anglomexicano. Su campo de estudio principal se encuentra en el campo de la cosmología, el estudio de la formación de galaxias y las simulaciones computacionales de la formación de estructuras cósmicas. Ganó la medalla de oro de la Royal Astronomical Society, en el 2014.
En 1983, demostró que era imposible que los neutrinos pudieran jugar el papel de la materia oscura para formar las galaxias. (revista "Cómo ves" divulgacion de la ciencia UNAM) 

## Educación
Egresado de la UNAM, recibió un doctorado en astronomía de la Universidad de Cambridge en 1981. Es un Fellow de la Royal Society, miembro del Society's Council
y profesor de física fundamental así como director del instituto de cosmología computacional en la Universidad de Durham.

## Reconocimientos
- 2014 Medalla de oro, Royal Astronomical Society
- 2013 Premio de Investigación Alexander von Humboldt
- 2013 Visitante Lansdowne, UVic, Canadá
- 2013 Las Pláticas Biermann, Max Planck Society
- 2011 Premio Gruber en Cosmology ($500.000, junto con M. Davis, G. Efstathiou, S. White)
- 2010 Medalla y Premio Hoyle, Institute of Physics
- 2010 Premio George Darwin, Royal Astronomical Society
- 2007 Medalla Daniel Chalonge, Observatoire de Paris
- 2006 Premio al mérito investigativo Royal Society Wolfson
- 2006 La plática Withrow, Royal Astronomical Society
- 2004 Electo Fellow de la Royal Society
- 2004 Listado como el segundo autor más citado en Space Sciences en el mundo en los últimos 10 años.
- 2002 Listado quinto autor en ciencias físicas más citado en el Reino Unido desde 1980
- 2000-2001 Leverhulme Research Fellowship
- 2000 Listado como el decimosexto (16) científico más citado en el Reino Unido de los 90
- 1996-1999 PPARC Senior Fellowship
- 1992-1993 Sir Derman Christopherson Fellowship, University of Durham
- 1991-1992 Nuffield Foundation Science Research Fellowship
- 1985 SERC Advanced Fellowship (declinada)
- 1976-1979 British Council Fellowship
- 1976 Medalla Gabino Barreda

## Familia
- Julio Frenk Mora
- Margit Frenk
- Mariana Frenk-Westheim
- Silvestre Frenk